# 貝爾瑙阿亨河

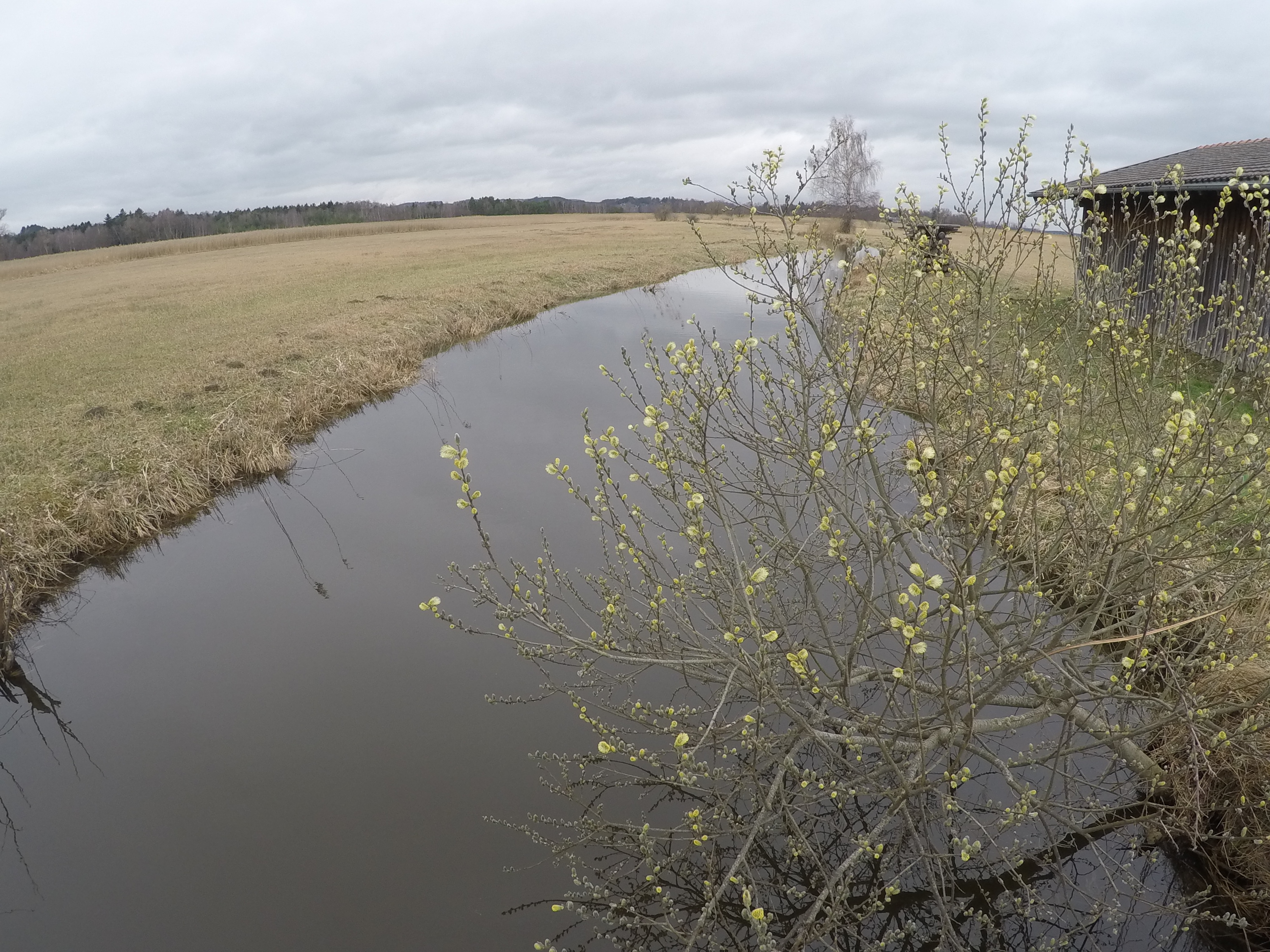

47°49′50″N 12°22′27″E / 47.83051°N 12.37413°E
貝爾瑙阿亨河（德語：Bernauer Achen），是德國的河流，位於該國東南部，由巴伐利亞負責管轄，河道全長10.3公里，流域面積71.8平方公里，發源自基姆高山脈，最終注入基姆湖。